# Selección femenina de baloncesto de Yugoslavia
La Selección femenina de baloncesto de Yugoslavia fue un equipo formado por jugadoras de nacionalidad yugoslava que representaba a Yugoslavia en las competiciones internacionales organizadas por la Federación Internacional de Baloncesto (FIBA) o el Comité Olímpico Internacional (COI): los Juegos Olímpicos y Campeonato mundial de baloncesto especialmente.
Desde 1954 hasta el 1991 el equipo yugoslavo era una selección de jugadoras de las 6 repúblicas que formaban Yugoslavia (Serbia, Montenegro, Croacia, Eslovenia, Bosnia y Herzegovina, y Macedonia). Después de la guerra que asoló a los Balcanes a principio de los 90, el equipo sufrió una sanción de la ONU de dos años y volvió a competir en el año 1995, con jugadoras serbias y montenegrinas. En el año 2006 deja de existir la selección de Yugoslavia (que se denominó durante los últimos años Serbia y Montenegro) y aparecieron las selecciones de Serbia y Montenegro por separado.

## Resultados

### Juegos Olímpicos
| Baloncesto en los Juegos Olímpicos | Baloncesto en los Juegos Olímpicos | Baloncesto en los Juegos Olímpicos | Baloncesto en los Juegos Olímpicos | Baloncesto en los Juegos Olímpicos | Baloncesto en los Juegos Olímpicos |
| ---------------------------------- | ---------------------------------- | ---------------------------------- | ---------------------------------- | ---------------------------------- | ---------------------------------- |
| Montreal 1976:                     | No clasificó                       | Moscú 1980:                        | Medalla de bronce                  | Los Ángeles 1984:                  | 6º                                 |
| Seúl 1988:                         | Medalla de plata                   | Barcelona 1992:                    | Excluida                           | 1996–presente:                     | Extinta (ver Serbia y Montenegro)  |

### Mundiales
| Copa Mundial de Baloncesto Femenino | Copa Mundial de Baloncesto Femenino | Copa Mundial de Baloncesto Femenino | Copa Mundial de Baloncesto Femenino | Copa Mundial de Baloncesto Femenino | Copa Mundial de Baloncesto Femenino |
| ----------------------------------- | ----------------------------------- | ----------------------------------- | ----------------------------------- | ----------------------------------- | ----------------------------------- |
| 1953:                               | No clasificó                        | 1957:                               | No clasificó                        | 1959:                               | 4º                                  |
| 1964:                               | 6º                                  | 1967:                               | 6º                                  | 1971:                               | No clasificó                        |
| 1975:                               | No clasificó                        | 1979:                               | No clasificó                        | 1983:                               | 8º                                  |
| 1986:                               | No clasificó                        | 1990:                               | Medalla de plata                    | 1994–presente:                      | Extinta (ver Serbia y Montenegro)   |

### Eurobasket
| Campeonato Europeo de Baloncesto Femenino | Campeonato Europeo de Baloncesto Femenino | Campeonato Europeo de Baloncesto Femenino | Campeonato Europeo de Baloncesto Femenino | Campeonato Europeo de Baloncesto Femenino | Campeonato Europeo de Baloncesto Femenino |
| ----------------------------------------- | ----------------------------------------- | ----------------------------------------- | ----------------------------------------- | ----------------------------------------- | ----------------------------------------- |
| 1938:                                     | No clasificó                              | 1950:                                     | No clasificó                              | 1952:                                     | No clasificó                              |
| 1954:                                     | 5º                                        | 1956:                                     | 9º                                        | 1958:                                     | 4º                                        |
| 1960:                                     | 5º                                        | 1962:                                     | 5º                                        | 1964:                                     | 7º                                        |
| 1966:                                     | 6º                                        | 1968:                                     | Medalla de plata                          | 1970:                                     | Medalla de bronce                         |
| 1972:                                     | 8º                                        | 1974:                                     | 8º                                        | 1976:                                     | 5º                                        |
| 1978:                                     | Medalla de plata                          | 1980:                                     | Medalla de bronce                         | 1981:                                     | 4º                                        |
| 1983:                                     | 4º                                        | 1985:                                     | 5º                                        | 1987:                                     | Medalla de plata                          |
| 1989:                                     | 4º                                        | 1991:                                     | Medalla de plata                          | 1993–presente:                            | Extinta (ver Serbia y Montenegro)         |

## Plantillas medallistas en Juegos Olímpicos
- Moscú 1980:

Vera Đurašković, Mersada Bećirspahić, Jelica Komnenović, Mira Bjedov, Vukica Mitić, Sanja Ožegović, Sofija Pekić, Marija Tonković, Zorica Đurković, Vesna Despotović, Biljana Majstorović, Jasmina Perazić. Seleccionador: Milan Vasojević
- Seúl 1988:

Stojna Vangelovska, Eleonora Vild, Danira Nakić, Žana Lelas, Razija Mujanović, Bojana Milošević, Mara Lakić, Vesna Bajkuša, Slađana Golić, Kornelija Kvesić, Anđelija Arbutina, Polona Dornik. Seleccionador: Milan Vasojević